# Викна
Викна (норв. Vikna) — коммуна в губернии Нур-Трёнделаг в Норвегии. Административный центр коммуны — город Рёрвик. Официальный язык коммуны — нейтральный. Население коммуны на 2007 год составляло 4034 чел. Площадь коммуны Викна — 318,39 км², код-идентификатор — 1750.

## История населения коммуны
Население коммуны за последние 60 лет.

Статистика коммуны Викна